# Já Não Se Faz Amor como Antigamente
Já Não se Faz Amor Como Antigamente é um filme brasileiro de 1976, uma pornochanchada em formato de vários episódios, dirigidos por Anselmo Duarte (Oh! Dúvida Cruel), Adriano Stuart (Flor de Lys) e John Herbert (O Noivo).

## Elenco[1]
- Anselmo Duarte .... Atílio
- John Herbert .... Macedo/Álvaro
- Hélio Souto .... Vitor
- Laura Cardoso .... Emília
- Nádia Lippi .... Betina
- Lucélia Santos .... Alice
- Bruno Barroso .... Júnior
- Matilde Mastrangi .... Conceição
- Vera Gimenez .... Eliana
- Djenane Machado .... Helô
- Alcione Mazzeo .... Maria Tereza
- Edgard Franco .... Lúcio
- Xandó Batista .... Martins
- Ivete Bonfá ..... Mãe
- José Miziara .... Otávio
- Célia Fróes .... Mulher de Cornélio
- Chacrinha (participação)